# Dystasia variegata
Dystasia variegata là một loài bọ cánh cứng trong họ Cerambycidae.